# 埃爾格費拉迪
31°2′5″N 2°47′29″W / 31.03472°N 2.79139°W

埃爾格費拉迪（阿拉伯语：‎），是阿爾及利亞的城鎮，位於該國西部貝沙爾省，由阿巴德萊區負責管轄，面積6,410平方公里，2008年人口4,554，人口密度每平方公里0.7人。